# Chlamys pseudislandica
Chlamys pseudislandica är en musselart som beskrevs av MacNeil 1967. Chlamys pseudislandica ingår i släktet Chlamys och familjen kammusslor. Inga underarter finns listade i Catalogue of Life.